# Флоридски проток
Флоридсият проток (на английски: Straits of Florida, на испански: Estrecho de Florida) е проток, свързващ Мексиканския залив на запад и Атлантическия океан на североизток. Дължината му е 651 km, а минималната ширина – 80 km. Дълбочината му в северната част е до 512 m, а в западната – до 1637 m. на север е ограничен от полуостров Флорида и архипелага Флорида Кийс, на юг – от остров Куба, а на изток от северозападните острови на Бахамските острови. През не от запад на изток и североизток преминава Флоридското течение, даващо началото на мощното течение Гълфстрийм. Неговата скорост е от 6,5 о 9,5 km/h.. Температурата на водата от декември до март е 25 – 26°С, а от юли до септември – 29 – 29,4°С. Солеността варира от 36,15‰ от януари до юни до 35,9‰ от август до декември. Главните морски пристанища са градовете Маями (в САЩ) и Хавана (в Куба).
Границата между икономическите зони на САЩ и Куба преминава през средата на протока, съгласно договор от 1977 г.